# Ascochyta agrostidis
Ascochyta agrostidis är en svampart som beskrevs av Polozova 1969. Ascochyta agrostidis ingår i släktet Ascochyta, ordningen Pleosporales, klassen Dothideomycetes, divisionen sporsäcksvampar och riket svampar.   Inga underarter finns listade i Catalogue of Life.